# NK Metalleghe-BSI
Nogometni Klub Metalleghe-BSI – bośniacki klub piłkarski z siedzibą w Jajcach. Został założony w 2009 roku.

## Historia
Chronologia nazw:
- 2009: NK Maestral 95
- 2011: NK Maestral BSI
- 14.06.2014: NK Metalleghe-BSI

Klub piłkarski Maestral 95 został założony w miejscowości Jajce 6 sierpnia 2009.
Pierwsze trzy sezony zespół rywalizował w rozgrywkach bośniackiej lidze regionalnej. Pod koniec 2011 roku sponsorem klubu została znana firma BSI Ltd. Jajce należąca do włoskiej grupy Metalleghe. Klub zmienił nazwę na Maestral BSI Jajce i od tamtej chwili nastąpiły złote dni klubu. W sezonie 2011/12 klub wygrał Ligę Kantonu Centralna Bośnia i awansował do II Ligi Federacji Bośni i Hercegowiny. W sezonie 2013/14 wygrał II ligę Federacji Bośni i Hercegowiny (grupa zachodnia) i awansował do pierwszej ligi Herceg-Bosna. 14 czerwca 2014 klub zmienił nazwę na NK Metalleghe-BSI Jajce. W sezonie 2015/16 zdobył tytuł mistrza Pierwszej Ligi Federacji Bośni i Hercegowiny i awansował do Premijer ligi.

## Sukcesy

### Trofea międzynarodowe
Nie uczestniczył w rozgrywkach europejskich (stan na 31-05-2016).

### Trofea krajowe
Bośnia i Hercegowina
| \| \| Zdobyte trofea w rozgrywkach Bośni i Hercegowiny (stan na: 31-05-2016) \| |                                                                        |      |          |
| Rozgrywki                                                                       | Osiągnięcie                                                            | Razy | Sezon(y) |
| Mistrzostwo                                                                     | I miejsce                                                              | 0    |          |
| Mistrzostwo                                                                     | II miejsce                                                             | 0    |          |
| Mistrzostwo                                                                     | III miejsce                                                            | 0    |          |
| Mistrzostwo                                                                     | ? miejsce                                                              | 1    | 2016/17  |
| Puchar                                                                          | zdobywca                                                               | 0    |          |
| Puchar                                                                          | finalista                                                              | 0    |          |
| Puchar                                                                          | 1/8 finału                                                             | 1    | 2014/15  |
| II liga                                                                         | I miejsce                                                              | 1    | 2015/16  |
| II liga                                                                         | II miejsce                                                             | 0    |          |
| II liga                                                                         | III miejsce                                                            | 0    |          |
| Bośnia i Hercegowina                                                            | Zdobyte trofea w rozgrywkach Bośni i Hercegowiny (stan na: 31-05-2016) |      |          |

- Druga Liga Federacji Bośni i Hercegowiny (III poziom):
  - mistrz (1): 2013/14 (grupa zachodnia)
- Liga Kantonu Zenica-Doboj (IV poziom):
  - mistrz (1): 2011/12

Jugosławia
Nie uczestniczył w rozgrywkach profesjonalnych.

## Stadion
Klub rozgrywa swoje mecze domowe na stadionie Mračaj w Jajce, który może pomieścić 3000 widzów.

## Piłkarze
| Nr | Poz. | Piłkarz          |
| -- | ---- | ---------------- |
| 1  | BR   | Nevres Fejzić    |
| 2  | OB   | Josip Aščić      |
| 3  | OB   | Vukašin Benović  |
| 5  | OB   | Zoran Brković    |
| 6  | PO   | Ognjen Radulović |
| 8  | PO   | Elvis Bibić      |
| 9  | NA   | Fahrudin Kovač   |
| 10 | NA   | Rijad Pljevljak  |
| 11 | NA   | Valentino Gavrić |
| 12 | BR   | Radovan Ilić     |
| 13 | PO   | Kenan Karađuz    |
| 14 | OB   | Ajdin Čišija     |
| 15 | OB   | Armin Helvida    |

| Nr | Poz. | Piłkarz          |
| -- | ---- | ---------------- |
| 16 | PO   | Sandro Marin     |
| 18 | OB   | Siniša Dujaković |
| 20 | PO   | Amil Dilberović  |
| 21 | PO   | Duško Sakan      |
| 22 | PO   | Ersan Rovčanin   |
| 23 | PO   | Admir Goloman    |
| 27 | OB   | Faris Fejzić     |
| 29 | OB   | Dragoslav Stakić |
| 31 | PO   | Toni Pezo        |
| 77 | NA   | Nebojša Popović  |
|    | PO   | Dženan Durak     |
|    | NA   | Denis Krak       |